# مايك هيرون
مايك هيرون (بالإنجليزية: Mike Heron)‏ هو مغني وكاتب أغاني وملحن وموسيقي بريطاني، ولد في 27 ديسمبر 1942 في غلاسكو في المملكة المتحدة.

## وصلات خارجية
- مايك هيرون على موقع IMDb (الإنجليزية)
- مايك هيرون على موقع ميوزك برينز (الإنجليزية)
- مايك هيرون على موقع أول ميوزيك (الإنجليزية)
- مايك هيرون على موقع ديسكوغز (الإنجليزية)